# يوسيب بيزبالكو
يوسيب (أوسيب) إيفانوفيتش بيزبالكو (مواليد 1881، تشيرنوفيتز ( تشيرنيفتسي حاليًا)، ت. 1950 في كازاخستان الاشتراكية السوفياتية) كان سياسيًا وكاتبًا أوكرانيًا من شمال بوكوفينا.

## سيرة شخصية
ولد في تشيرنيفتسي، شمال بوكوفينا لعائلة فقيرة من الطبقة الوسطى.
طُرد بسبب النشاط السياسي من صالة الألعاب الرياضية. في عام 1899، أسس مجموعة سرية من طلاب المدارس الثانوية والشباب. من عام 1901 إلى عام 1902 قام بتحرير صحيفة بوكوفينا، وهي هيئة تابعة لمنظمة بوكوفينيان الوطنية. في عام 1903 بدأ التدريس. مؤسس إحدى أولى مجتمعات سيش (التي روجت للتربية البدنية ومنظمة مكافحة الحرائق) في بوكوفينا ورئيس تحرير مجلة المعلم برومين (1903). من 1907 إلى 1908 كان السكرتير الإقليمي لنقابات بوكوفينا التجارية.
في 1907-1914 كان مؤسس ورئيس المنظمة الإقليمية للحزب الديمقراطي الاجتماعي الأوكراني (USDP) في بوكوفينا، وفي 1908-1914 كان رئيس تحرير هيئة حزبية محلية، صحيفة بوربا.
في 1915-1916 كان رئيس اللجنة التعليمية في معسكر أسرى الحرب الأوكرانيين (راستات، ألمانيا).
مندوب إلى المجلس الوطني الأوكراني في بوكوفينا وجمهورية غرب أوكرانيا الشعبية - أوكرانيا الغربية - جمهورية أوكرانيا الشعبية الغربية (ديسمبر 1918 - أبريل 1919)، حزب العمل الديمقراطي الاجتماعي الأوكراني
(1919)، مؤتمر العمال، في نوفمبر 1918 - مفوض تشيرنيفتسي. اختلف مع سيميون فيتيك، بدعم من سيمون بيتليورا، بشأن إعادة تنظيم نظام الإدارة العامة تحت قيادة دكتاتور جمهورية غرب أوكرانيا الشعبية يفهين بيتروشيفيتش. في 1919 - 1920، كان وزيرا للعمل في حكومتي بوريس مارتوس وإسحاق مازيبا.
في 11 فبراير 1920، ألقت السلطات البولندية في كاميانيتس بوديلسكي القبض عليه مع ممثلين عن حكومة الاستعراض الدوري الشامل، إسحاق مازيبا، وأندري ليفيتسكي، وإيفان أوجينكو وفقًا لأمر من رئيس المفوضين البولنديين في فولينيا وجبهة بودولسك. أ. مينكيفيتش. صدر اعتذار رسمي عن "القضية المؤسفة" للاعتقال من قبل وزارة الخارجية البولندية في 11 مارس إلى البعثة الدبلوماسية الأوكرانية في وارسو.
في عام 1920 هاجر إلى تشيكوسلوفاكيا، وقام بتدريس اللغة الألمانية في الأكاديمية الأوكرانية للاقتصاد في بوديبرادي (جمهورية التشيك). مؤلف البحث العلمي في تاريخ العلاقات الأوكرانية الألمانية. مؤلف للعديد من المقالات السياسية، معلومات استخبارية عن العلاقات الألمانية السلافية في أوائل القرن التاسع عشر.
في عام 1938 انتخب رئيسًا لاتحاد سيش الأوكراني.
في عام 1947، قبضت الأجهزة السرية لاتحاد الجمهوريات الاشتراكية السوفياتية عليه، وأُرسل إلى الاتحاد السوفيتي وقمعته المفوضية الشعبية للشؤون الداخلية في الاتحاد السوفياتي. تُوفي في معسكر اعتقال (كازاخستان).

## روابط خارجية
- يوسيب بيزبالكو في موسوعة أوكرانيا
- يوسيب بيزبالكو في موسوعة تاريخ أوكرانيا